# پالو آلتو
پالو آلتو (به اسپانیایی: Palo Alto) اعیانی‌ترین محلهٔ سان‌فرانسیسکو و در محدوده کلان‌شهر منطقه خلیج سان‌فرانسیسکو است.
پالو آلتو شهری ثروتمند در ضلع شمال‌شرقی شهرستان سانتا کلارا در منطقه خلیج سان فرانسیسکو، کالیفرنیا، ایالات متحده آمریکا می‌باشد. این شهر در انتهای شمالی دره سیلیکون واقع شده‌است و قسمت‌هایی از دانشگاه استنفورد و همچنین دفتر مرکزی بسیاری از شرکت‌های عظیم فناوری مانند هیولت پکرد را نیز شامل می‌شود. بر اساس سرشماری سال ۲۰۰۰ جمعیت این شهر معادل ۵۸٬۵۹۸ نفر می‌باشد.